# Futbol'nyj Klub Luč Vladivostok 2019-2020
Questa voce raccoglie le informazioni riguardanti il Luč Vladivostok nelle competizioni ufficiali della stagione 2019-2020.

## Stagione
La stagione fu sospesa e definitivamente annullata per la Pandemia di COVID-19 con la squadra posizionata al sedicesimo posto. A fine stagione il club fallì e ripartì dai dilettanti.

## Rosa
| N. |                   | Ruolo | Calciatore                     |
| -- | ----------------- | ----- | ------------------------------ |
| 1  | Russia (bandiera) | P     | Aleksandr Kotlyarov (capitano) |
| 2  | Russia (bandiera) | D     | Aleksei Aravin                 |
| 3  | Russia (bandiera) | D     | Maksim Nasadyuk                |
| 4  | Russia (bandiera) | C     | Pavel Stepanets                |
| 5  | Russia (bandiera) | D     | Denis Magadiyev                |
| 7  | Russia (bandiera) | A     | Daur Kvekveskiri               |
| 8  | Russia (bandiera) | C     | Aleksandr Makarenko            |
| 9  | Russia (bandiera) | C     | Ruslan Gordienko               |
| 10 | Russia (bandiera) | A     | Aleksandr Nosov                |
| 11 | Russia (bandiera) | A     | Said Aliyev                    |
| 12 | Russia (bandiera) | C     | Sergey Ponomarenko             |
| 17 | Russia (bandiera) | C     | David Dzakhov                  |
| 18 | Russia (bandiera) | D     | Kirill Marushchak              |
| 20 | Russia (bandiera) | C     | Vadim Steklov                  |
| 21 | Russia (bandiera) | C     | Nikita Belunov                 |
| 22 | Russia (bandiera) | P     | Dmitri Rebrov                  |

| N. |                   | Ruolo | Calciatore           |
| -- | ----------------- | ----- | -------------------- |
| 23 | Russia (bandiera) | C     | Anton Krotov         |
| 30 | Russia (bandiera) | D     | Erving Botaka-Yoboma |
| 31 | Russia (bandiera) | P     | Mikhail Ponomarenko  |
| 32 | Russia (bandiera) | D     | Astemir Abazov       |
| 48 | Russia (bandiera) | A     | Aleksandr Kut'in     |
| 57 | Russia (bandiera) | C     | Dmitri Begun         |
| 70 | Russia (bandiera) | C     | Dmitri Kalugin       |
| 73 | Russia (bandiera) | C     | Aleksandr Vasiljev   |
| 77 | Russia (bandiera) | A     | Vladislav Rudenko    |
| 94 | Russia (bandiera) | C     | Anatolij Katrič      |
| 99 | Russia (bandiera) | D     | Ilya Postukhov       |
| -  | Russia (bandiera) | A     | Said Aliev           |
| -  | Russia (bandiera) | C     | Aleksandr Makarenko  |
| -  | Russia (bandiera) | D     | Pavel Stepanets      |
| -  | Russia (bandiera) | D     | Erving Botaka        |

## Risultati

### Campionato
| Arbitro: | Nikolay Voloshin |

|                               |           | |
| Said Aliev 74’ Said Aliev 85’ | Marcatori | 13’ Kamran Aliev 22’ Kamran Aliev 44’ Ilya Kukharchuk 57’ Ilya Kukharchuk 90’ Dmitri Kamenshchikov |

| Arbitro: | Roman Safyan |

|                |           |                                            |
| Leon Sabua 84’ | Marcatori | 90’ Kirill Marushchak 90'+5’ Vadim Steklov |

| Arbitro: | Igor Panin |

|                      |           |                     |
| Ruslan Gordienko 73’ | Marcatori | 69’ Maksim Kazankov |

| Arbitro: | Artur Fedorov |

|                          |           |                      |
| Denis Makarov 59’ (rig.) | Marcatori | 38’ Ruslan Gordienko |

| Arbitro: | Vladimir Seldyakov |

|                                            |           |                  |
| Daur Kvekveskiri 57’ Said Aliev 70’ (rig.) | Marcatori | 58’ Timur Pukhov |

| Arbitro: | Artem Lyubimov |

|                                            |           |                                                                                   |
| Aleksandr Kutjin 34’ (rig.) Said Aliev 84’ | Marcatori | 40’ Pavel Maslov 52’ Dmitriy Markitesov 55’ Sylvanus Nimely 86’ Aleksandr Rudenko |

| Arbitro: | Lasha Verulidze |

|  |           |                    |
|  | Marcatori | 82’ Maksim Shorkin |

| Arbitro: | Anton Frolov |

|                      |           |                     |
| Daur Kvekveskiri 42’ | Marcatori | 70’ Andrey Tekuchev |

| Arbitro: | Anton Anopa |

|                                                         |           |  |
| Aleksandr Kutjin 2’ Ruslan Gordienko 63’ Said Aliev 73’ | Marcatori |  |

| Kaliningrad 25 agosto 2019, ore 18:00 10ª giornata | Baltika             | 0 – 0 referto | Luč Vladivostok | Stadio Baltika (8.713 spett.)\| Arbitro: \| Anatoliy Zhabchenko \| |
| Arbitro:                                           | Anatoliy Zhabchenko |               |                 |                                                                    |

| Arbitro: | Ivan Sidenkov |

|  |           |                                                       |
|  | Marcatori | 65’ (aut.) Astemir Abazov 90'+3’ (rig.) Adlan Katsaev |

| Arbitro: | Stanislav Vasiljev |

|                   |           |                                                 |
| Amir Dzhumaev 15’ | Marcatori | 52’ (rig.) Aleksandr Nosov 61’ Daur Kvekveskiri |

| Vladivostok 14 settembre 2019, ore 09:00 13ª giornata | Luč Vladivostok | 0 – 0 referto | Nižnij Novgorod | Stadio Dinamo (2.300 spett.)\| Arbitro: \| Evgeni Bulanov \| |
| Arbitro:                                              | Evgeni Bulanov  |               |                 |                                                              |

| Armavir 21 settembre 2019, ore 17:00 14ª giornata | Armavir       | 0 – 0 referto | Luč Vladivostok | Stadio Junost (2.481 spett.)\| Arbitro: \| Evgeni Turbin \| |
| Arbitro:                                          | Evgeni Turbin |               |                 |                                                             |

| Arbitro: | Yunus Koshko |

|  |           |                            |
|  | Marcatori | 34’ (rig.) Maksim Vityugov |

| Arbitro: | Sergey Cheban |

|                                              |           |                                         |
| Maksim Nasadyuk 41’ Said Aliev 45'+1’ (rig.) | Marcatori | 32’ Mikhail Zemskov 83’ Mikhail Zemskov |

| Arbitro: | Mikhail Vilkov |

|                                                                                                |           |                                                              |
| Kirill Marushchak 19’ (aut.) Ilya Yurchenko 23’ (rig.) Denis Fomin 66’ Aleksandr Radchenko 86’ | Marcatori | 8’ Denis Magadiev 12’ Nikita Salamatov 44’ Kirill Marushchak |

| Arbitro: | Aleksey Amelin |

|  |           |                              |
|  | Marcatori | 89'+3’ (rig.) Mikhail Komkov |

| Arbitro: | Nikolay Voloshin |

|                                              |           |  |
| Azat Bairyev 7’ Mukhammad Sultonov 9’ (rig.) | Marcatori |  |

| Arbitro: | Pavel Shadykhanov |

|                  |           |                    |
| Anton Krotov 78’ | Marcatori | 61’ Andrey Ivashin |

| Arbitro: | Maksim Matyunin |

|                                                                            |           |  |
| Islam Tlupov 39’ Maksim Kazankov 55’ Dmitriy Sasin 76’ Dmitriy Pletnev 83’ | Marcatori |  |

| Arbitro: | Dmitri Streltsov |

|  |           |                                      |
|  | Marcatori | 53’ Denis Makarov 54’ Vagiz Galiulin |

| Arbitro: | Lasha Verulidze |

|                                                                               |           |                   |
| Vasiliy Aleynikov 44’ Eldar Nizamutdinov 67’ (rig.) Eldar Nizamutdinov 90'+1’ | Marcatori | 31’ Vadim Steklov |

| Arbitro: | Sergey Kulikov |

|  |           |                                    |
|  | Marcatori | 79’ Maksim Nasadyuk 81’ Said Aliev |

| Arbitro: | Kirill Levnikov |

|  |           |                                     |
|  | Marcatori | 46’ Nikita Salamatov 70’ Said Aliev |

| Arbitro: | Oleg Sokolov |

|                        |           |                    |
| Igor Bezdenezhnykh 78’ | Marcatori | 30’ Setrak Akopyan |

| Arbitro: | Aleksey Matyunin |

|                   |           |  |
| Aslan Dashaev 65’ | Marcatori |  |

### Coppa di Russia
| Čita 21 agosto 2019 Quarto turno | Čita | 0 – 1 referto | Luč Vladivostok | Stadio Lokomotiv |

| Vladivostok 25 settembre 2019 Sedicesimi di finale | Luč Vladivostok | 1 – 0 referto | Dinamo Mosca | Stadio Dinamo |

| Groznyj 30 ottobre 2019 Ottavi di finale | Achmat Groznyj | 5 – 1 referto | Luč Vladivostok | Stadion imeni Achmat-Chadži Kadyrova |